# Aleksandyr Tunczew
Aleksandyr Błagow Tunczew (bułg. Александър Благов Тунчев, ur. 10 lipca 1981 w Pazardżiku) – bułgarski piłkarz występujący na pozycji obrońcy, reprezentant Bułgarii w latach 2004–2009, trener piłkarski.

## Kariera klubowa
Tunczew rozpoczynał karierę w zespołach Hebyra Pazardżik i Bełasicy Petricz. Przed rozpoczęciem sezonu 2002/03 przeniósł się do Łokomotiwu Płowdiw i był podstawowym graczem tej drużyny, kiedy ta w 2004 roku, prowadzona przez Eduarda Eranosjana zdobyła pierwszy w historii tytuł mistrza kraju. Dwa kolejne sezony Łokomotiw kończył na trzecim miejscu w lidze. Na początku 2006 roku Tunczew przeszedł do CSKA Sofia. Grając w najbardziej utytułowanym klubie w Bułgarii do poprzednich osiągnięć dołożył puchar i superpuchar kraju.
W 2008 roku przeszedł do angielskiego Leicester City (League One). Po roku klub awansował z tym klubem do Championship. Tunczew spędził w drużynie cztery lata, łącznie rozgrywając 25 spotkań. W międzyczasie trafił na wypożyczenie do Crystal Palace FC. 31 sierpnia 2012 podpisał kontrakt z Zagłębiem Lubin, a w sezonie 2013/14 był piłkarzem Łokomotiwu Płowdiw. W 2014 roku wrócił do CSKA Sofia i rozegrał 28 ligowych meczów. W latach 2015–2016 grał ponownie w Łokomotiwie Płowdiw, po czym zakończył karierę zawodniczą.

## Kariera reprezentacyjna
W reprezentacji Bułgarii Tunczew zadebiutował 29 listopada 2004 w zremisowanym towarzyskim spotkaniu z Egiptem (1:1). Zmienił wówczas w 76. minucie Elina Topuzakowa. Przed rozpoczęciem eliminacji do Mistrzostw Europy 2008 stał się podstawowym obrońcą. Łącznie w latach 2004–2009 wystąpił w 26 meczach, strzelając bramkę przeciwko Luksemburgowi.

### Bramki w reprezentacji
| Lp. | Data                 | Miejsce                        | Przeciwnik | Bramka | Rezultat | Ranga meczu                       |
| --- | -------------------- | ------------------------------ | ---------- | ------ | -------- | --------------------------------- |
| 1.  | 11 października 2006 | Stade Josy Barthel, Luksemburg | Luksemburg | 1:0    | 1:0      | Eliminacje Mistrzostw Europy 2008 |

## Sukcesy
Łokomotiw Płowdiw
- mistrzostwo Bułgarii: 2003/04
- Superpuchar Bułgarii: 2004

Łokomotiw Płowdiw
- mistrzostwo Bułgarii: 2007/08
- Puchar Bułgarii: 2005/06
- Superpuchar Bułgarii: 2006